# Saison 2017-2018 des Nets de Brooklyn
La saison 2017-2018 des Nets de Brooklyn est la 51e saison de la franchise et la 42e au sein de la National Basketball Association (NBA). C'est la 6e saison dans la ville de Brooklyn.

## Draft
| Tour | Choix | Joueur              | Poste | Nationalité | Provenance             |
| ---- | ----- | ------------------- | ----- | ----------- | ---------------------- |
| 1    | 22    | Jarrett Allen       | C     | États-Unis  | Longhorns du Texas     |
| 2    | 57    | Aleksandar Vezenkov | PF    | Bulgarie    | FC Barcelone (Espagne) |

## Matchs

### Summer League
| Summer League Total: 3-2 |

| Match | Date match | Équipe           | Score     | Meilleur marqueur       | Meilleur rebondeur           | Meilleur passeur      | Lieux                | Série |
| ----- | ---------- | ---------------- | --------- | ----------------------- | ---------------------------- | --------------------- | -------------------- | ----- |
| 1     | 7 juillet  | Atlanta          | V 75-72   | Goodwin, Whitehead (14) | Trois joueurs (6)            | Spencer Dinwiddie (3) | Cox Pavilion         | 1 - 0 |
| 2     | 9 juillet  | Milwaukee        | D 83-88   | Caris LeVert (18)       | Rondae Hollis-Jefferson (12) | LeVert, Whitehead (3) | Cox Pavilion         | 1 - 1 |
| 3     | 10 juillet | Nouvelle-Orléans | V 95-66   | Archie Goodwin (18)     | Vincent Poirier (11)         | Archie Goodwin (8)    | Cox Pavilion         | 2 - 1 |
| 4     | 13 juillet | Denver           | V 85-74   | Isaiah Whitehead (14)   | Jacob Wiley (9)              | Isaiah Whitehead (4)  | Thomas & Mack Center | 3 - 1 |
| 5     | 15 juillet | L. A. Lakers     | D 106-115 | Caris LeVert (23)       | Rondae Hollis-Jefferson (13) | Spencer Dinwiddie (4) | Thomas & Mack Center | 3 - 2 |

### Pré-saison
| Pré-saison Total: 3-1 (Domicile : 2-1 ; Extérieur : 1-0) |

| Match | Date match | Équipe       | Score     | Meilleur marqueur     | Meilleur rebondeur          | Meilleur passeur      | Lieux Spectateurs                 | Série |
| ----- | ---------- | ------------ | --------- | --------------------- | --------------------------- | --------------------- | --------------------------------- | ----- |
| 1     | 3 octobre  | @ New York   | V 115-107 | D'Angelo Russell (19) | Trevor Booker (13)          | D'Angelo Russell (4)  | Madison Square Garden             | 1 - 0 |
| 2     | 5 octobre  | Miami        | V 107-88  | Jeremy Lin (16)       | Rondae Hollis-Jefferson (9) | Spencer Dinwiddie (6) | Barclays Center                   | 2 - 0 |
| 3     | 8 octobre  | New York     | V 117-83  | D'Angelo Russell (16) | Hollis-Jefferson, Acy (8)   | Russell, Lin (7)      | Barclays Center                   | 3 - 0 |
| 4     | 11 octobre | Philadelphie | D 114-133 | D'Angelo Russell (24) | Acy, Allen (7)              | Spencer Dinwiddie (4) | Nassau Veterans Memorial Coliseum | 3 - 1 |

### Saison régulière
| Saison régulière Total: 28-54 (Domicile : 14-26 ; Extérieur : 13-28) |

| Match | Date match | Équipe     | Score     | Meilleur marqueur      | Meilleur rebondeur            | Meilleur passeur       | Lieux                   | Série |
| ----- | ---------- | ---------- | --------- | ---------------------- | ----------------------------- | ---------------------- | ----------------------- | ----- |
| 1     | 18 octobre | @ Indiana  | D 131-140 | D'Angelo Russell (30)  | Trevor Booker (10)            | D'Angelo Russell (5)   | Bankers Life Fieldhouse | 0 - 1 |
| 2     | 20 octobre | Orlando    | V 126-121 | Trois joueurs (17)     | Trevor Booker (11)            | D'Angelo Russell (6)   | Barclays Center         | 1 - 1 |
| 3     | 22 octobre | Atlanta    | V 116-104 | Allen Crabbe (20)      | Hollis-Jefferson, Russell (7) | D'Angelo Russell (10)  | Barclays Center         | 2 - 1 |
| 4     | 24 octobre | @ Orlando  | D 121-125 | D'Angelo Russell (29)  | Booker, LeVert (8)            | Caris LeVert (5)       | Amway Center            | 2 - 2 |
| 5     | 25 octobre | Cleveland  | V 112-107 | Spencer Dinwiddie (22) | Trevor Booker (8)             | Spencer Dinwiddie (6)  | Barclays Center         | 3 - 2 |
| 6     | 27 octobre | @ New York | D 86-107  | D'Angelo Russell (15)  | Carroll, Mozgov (5)           | Spencer Dinwiddie (11) | Madison Square Garden   | 3 - 3 |
| 7     | 29 octobre | Denver     | D 111-124 | Spencer Dinwiddie (22) | Timofeï Mozgov (11)           | D'Angelo Russell (8)   | Barclays Center         | 3 - 4 |
| 8     | 31 octobre | Phoenix    | D 114-122 | D'Angelo Russell (33)  | Rondae Hollis-Jefferson (7)   | Dinwiddie, Russell (4) | Barclays Center         | 3 - 5 |

| Match | Date match  | Équipe        | Score     | Meilleur marqueur            | Meilleur rebondeur            | Meilleur passeur              | Lieux                      | Série  |
| ----- | ----------- | ------------- | --------- | ---------------------------- | ----------------------------- | ----------------------------- | -------------------------- | ------ |
| 9     | 3 novembre  | @ L.A. Lakers | D 112-124 | Allen Crabbe (25)            | DeMarre Carroll (8)           | D'Angelo Russell (7)          | Staples Center             | 3 - 6  |
| 10    | 6 novembre  | @ Phoenix     | V 98-92   | D'Angelo Russell (23)        | DeMarre Carroll (11)          | D'Angelo Russell (8)          | Talking Stick Resort Arena | 4 - 6  |
| 11    | 7 novembre  | @ Denver      | D 104-112 | Tyler Zeller (21)            | Jacob Wiley (8)               | D'Angelo Russell (6)          | Pepsi Center               | 4 - 7  |
| 12    | 10 novembre | @ Portland    | V 101-97  | D'Angelo Russell (21)        | Carroll, Hollis-Jefferson (8) | D'Angelo Russell (9)          | Moda Center                | 5 - 7  |
| 13    | 11 novembre | @ Utah        | D 106-114 | D'Angelo Russell (26)        | DeMarre Carroll (7)           | Hollis-Jefferson, Russell (3) | Vivint Smart Home Arena    | 5 - 8  |
| 14    | 14 novembre | Boston        | D 102-109 | Joe Harris (19)              | Rondae Hollis-Jefferson (9)   | Spencer Dinwiddie (11)        | Barclays Center            | 5 - 9  |
| 15    | 17 novembre | Utah          | V 118-107 | Spencer Dinwiddie (25)       | Quatre joueurs (5)            | Spencer Dinwiddie (8)         | Barclays Center            | 6 - 9  |
| 16    | 19 novembre | Golden State  | D 111-118 | Allen Crabbe (25)            | Rondae Hollis-Jefferson (12)  | Spencer Dinwiddie (8)         | Barclays Center            | 6 - 10 |
| 17    | 22 novembre | @ Cleveland   | D 109-119 | Rondae Hollis-Jefferson (20) | LeVert, Zeller (7)            | Spencer Dinwiddie (10)        | Quicken Loans Arena        | 6 - 11 |
| 18    | 24 novembre | Portland      | D 125-127 | Spencer Dinwiddie (23)       | DeMarre Carroll (9)           | Spencer Dinwiddie (6)         | Barclays Center            | 6 - 12 |
| 19    | 26 novembre | @ Memphis     | V 98-88   | DeMarre Carroll (24)         | Trevor Booker (11)            | Spencer Dinwiddie (7)         | FedEx Forum                | 7 - 12 |
| 20    | 27 novembre | @ Houston     | D 103-117 | Isaiah Whitehead (24)        | Jarrett Allen (8)             | Spencer Dinwiddie (7)         | Toyota Center              | 7 - 13 |
| 21    | 29 novembre | @ Dallas      | V 109-104 | DeMarre Carroll (22)         | Trevor Booker (10)            | Spencer Dinwiddie (6)         | American Airlines Center   | 8 - 13 |

| Match | Date match  | Équipe        | Score          | Meilleur marqueur             | Meilleur rebondeur           | Meilleur passeur       | Lieux                   | Série   |
| ----- | ----------- | ------------- | -------------- | ----------------------------- | ---------------------------- | ---------------------- | ----------------------- | ------- |
| 22    | 2 décembre  | Atlanta       | D 102-114      | Spencer Dinwiddie (15)        | DeMarre Carroll (10)         | Spencer Dinwiddie (9)  | Barclays Center         | 8 - 14  |
| 23    | 4 décembre  | @ Atlanta     | V 110-90       | Caris LeVert (17)             | Rondae Hollis-Jefferson (10) | Trois joueurs (6)      | Philips Arena           | 9 - 14  |
| 24    | 7 décembre  | Oklahoma City | V 100-95       | Caris LeVert (21)             | DeMarre Carroll (9)          | Caris LeVert (10)      | Arena Ciudad de México  | 10 - 14 |
| 25    | 9 décembre  | Miami         | D 89-101       | Rondae Hollis-Jefferson (18)  | Rondae Hollis-Jefferson (8)  | Spencer Dinwiddie (9)  | Arena Ciudad de México  | 10 - 15 |
| 26    | 12 décembre | Washington    | V 103-98       | Hollis-Jefferson, LeVert (16) | Rondae Hollis-Jefferson (12) | Spencer Dinwiddie (12) | Barclays Center         | 11 - 15 |
| 27    | 14 décembre | New York      | D 104-111      | Spencer Dinwiddie (26)        | Tyler Zeller (8)             | Spencer Dinwiddie (7)  | Barclays Center         | 11 - 16 |
| 28    | 15 décembre | @ Toronto     | D 87-120       | Nik Stauskas (22)             | Stauskas, Acy (7)            | Spencer Dinwiddie (5)  | Centre Air Canada       | 11 - 17 |
| 29    | 17 décembre | Indiana       | D 97-109       | Allen Crabbe (17)             | Rondae Hollis-Jefferson (6)  | Spencer Dinwiddie (9)  | Barclays Center         | 11 - 18 |
| 30    | 20 décembre | Sacramento    | D 99-104       | Spencer Dinwiddie (16)        | Rondae Hollis-Jefferson (10) | Dinwiddie, LeVert (4)  | Barclays Center         | 11 - 19 |
| 31    | 22 décembre | Washington    | V 119-84       | Rondae Hollis-Jefferson (21)  | Rondae Hollis-Jefferson (11) | Joe Harris (7)         | Barclays Center         | 12 - 19 |
| 32    | 23 décembre | @ Indiana     | D 119-123 (OT) | Spencer Dinwiddie (26)        | DeMarre Carroll (13)         | Spencer Dinwiddie (8)  | Bankers Life Fieldhouse | 12 - 20 |
| 33    | 26 décembre | @ San Antonio | D 97-109       | Caris LeVert (18)             | Quincy Acy (10)              | Spencer Dinwiddie (7)  | AT&T Center             | 12 - 21 |
| 34    | 27 décembre | @ New Orleans | D 113-128      | Caris LeVert (22)             | Rondae Hollis-Jefferson (7)  | Caris LeVert (7)       | Smoothie King Center    | 12 - 22 |
| 35    | 29 décembre | @ Miami       | V 111-87       | Joe Harris (21)               | Jarrett Allen (9)            | Caris LeVert (11)      | American Airlines Arena | 13 - 22 |
| 36    | 31 décembre | @ Boston      | D 105-108      | Rondae Hollis-Jefferson (22)  | Rondae Hollis-Jefferson (12) | Spencer Dinwiddie (9)  | TD Garden               | 13 - 23 |

| Match | Date match  | Équipe          | Score          | Meilleur marqueur            | Meilleur rebondeur           | Meilleur passeur            | Lieux                     | Série   |
| ----- | ----------- | --------------- | -------------- | ---------------------------- | ---------------------------- | --------------------------- | ------------------------- | ------- |
| 37    | 1er janvier | Orlando         | V 98-95        | Jarrett Allen (16)           | DeMarre Carroll (10)         | Caris LeVert (8)            | Barclays Center           | 14 - 23 |
| 38    | 3 janvier   | Minnesota       | V 98-97        | Spencer Dinwiddie (26)       | Allen Crabbe (8)             | Spencer Dinwiddie (9)       | Barclays Center           | 15 - 23 |
| 39    | 6 janvier   | Boston          | D 85-87        | Spencer Dinwiddie (20)       | Joe Harris (12)              | Spencer Dinwiddie (3)       | Barclays Center           | 15 - 24 |
| 40    | 8 janvier   | Toronto         | D 113-114 (OT) | Spencer Dinwiddie (31)       | Rondae Hollis-Jefferson (17) | Spencer Dinwiddie (8)       | Barclays Center           | 15 - 25 |
| 41    | 10 janvier  | Détroit         | D 80-114       | Allen Crabbe (20)            | Rondae Hollis-Jefferson (7)  | Quatre joueurs (3)          | Barclays Center           | 15 - 26 |
| 42    | 12 janvier  | @ Atlanta       | V 110-105      | Spencer Dinwiddie (20)       | Spencer Dinwiddie (9)        | Spencer Dinwiddie (10)      | Philips Arena             | 16 - 26 |
| 43    | 13 janvier  | @ Washington    | D 113-119 (OT) | Rondae Hollis-Jefferson (22) | DeMarre Carroll (10)         | Caris LeVert (8)            | Capital One Arena         | 16 - 27 |
| 44    | 15 janvier  | New York        | D 104-119      | DeMarre Carroll (22)         | DeMarre Carroll (8)          | Spencer Dinwiddie (5)       | Barclays Center           | 16 - 28 |
| 45    | 17 janvier  | San Antonio     | D 95-100       | Allen Crabbe (20)            | DeMarre Carroll (10)         | Spencer Dinwiddie (13)      | Barclays Center           | 16 - 29 |
| 46    | 19 janvier  | Miami           | V 101-95       | DeMarre Carroll (26)         | Jarrett Allen (7)            | Caris LeVert (5)            | Barclays Center           | 17 - 29 |
| 47    | 21 janvier  | @ Détroit       | V 101-100      | Spencer Dinwiddie (22)       | Tyler Zeller (9)             | Rondae Hollis-Jefferson (7) | Little Caesars Arena      | 18 - 29 |
| 48    | 23 janvier  | @ Oklahoma City | D 108-109      | Joe Harris (19)              | Jarrett Allen (11)           | Spencer Dinwiddie (7)       | Chesapeake Energy Arena   | 18 - 30 |
| 49    | 26 janvier  | @ Milwaukee     | D 91-116       | Carroll, Russell (14)        | Carroll, LeVert (9)          | Caris LeVert (4)            | BMO Harris Bradley Center | 18 - 31 |
| 50    | 27 janvier  | @ Minnesota     | D 97-111       | Jahlil Okafor (21)           | Quincy Acy (7)               | Spencer Dinwiddie (10)      | Target Center             | 18 - 32 |
| 51    | 30 janvier  | @ New York      | D 95-111       | DeMarre Carroll (13)         | Jahlil Okafor (13)           | Spencer Dinwiddie (7)       | Madison Square Garden     | 18 - 33 |
| 52    | 31 janvier  | Philadelphie    | V 116-108      | Spencer Dinwiddie (27)       | Jarrett Allen (12)           | DeMarre Carroll (5)         | Barclays Center           | 19 - 33 |

| Match                  | Date match | Équipe           | Score           | Meilleur marqueur      | Meilleur rebondeur          | Meilleur passeur       | Lieux                | Série   |
| ---------------------- | ---------- | ---------------- | --------------- | ---------------------- | --------------------------- | ---------------------- | -------------------- | ------- |
| 53                     | 2 février  | L.A. Lakers      | D 99-102        | Spencer Dinwiddie (23) | Dinwiddie, Harris (7)       | Spencer Dinwiddie (9)  | Barclays Center      | 19 - 34 |
| 54                     | 4 février  | Milwaukee        | D 94-109        | Carroll, LeVert (15)   | Jarrett Allen (7)           | Spencer Dinwiddie (10) | Barclays Center      | 19 - 35 |
| 55                     | 6 février  | Houston          | D 113-123       | DeMarre Carroll (21)   | Joe Harris (8)              | Spencer Dinwiddie (9)  | Barclays Center      | 19 - 36 |
| 56                     | 7 février  | @ Détroit        | D 106-115       | Allen Crabbe (34)      | Jarrett Allen (14)          | Spencer Dinwiddie (11) | Little Caesars Arena | 19 - 37 |
| 57                     | 10 février | Nouvelle-Orléans | D 128-138 (2OT) | Allen Crabbe (28)      | Joe Harris (10)             | Spencer Dinwiddie (10) | Barclays Center      | 19 - 38 |
| 58                     | 12 février | L.A. Clippers    | D 101-114       | Harris, Russell (16)   | DeMarre Carroll (10)        | Spencer Dinwiddie (8)  | Barclays Center      | 19 - 39 |
| 59                     | 14 février | Indiana          | D 103-108       | Allen Crabbe (24)      | DeMarre Carroll (10)        | D'Angelo Russell (9)   | Barclays Center      | 19 - 40 |
| NBA All-Star Game 2018 |            |                  |                 |                        |                             |                        |                      |         |
| 60                     | 22 février | @ Charlotte      | D 96-111        | Dante Cunningham (22)  | Dante Cunningham (12)       | Spencer Dinwiddie (9)  | Spectrum Center      | 19 - 41 |
| 61                     | 26 février | Chicago          | V 104-87        | Allen Crabbe (21)      | Allen, Cunningham (9)       | Spencer Dinwiddie (9)  | Barclays Center      | 20 - 41 |
| 62                     | 27 février | @ Cleveland      | D 123-129       | D'Angelo Russell (25)  | Rondae Hollis-Jefferson (5) | Spencer Dinwiddie (11) | Quicken Loans Arena  | 20 - 42 |

| Match | Date match | Équipe          | Score          | Meilleur marqueur            | Meilleur rebondeur            | Meilleur passeur       | Lieux                   | Série   |
| ----- | ---------- | --------------- | -------------- | ---------------------------- | ----------------------------- | ---------------------- | ----------------------- | ------- |
| 63    | 1er mars   | @ Sacramento    | D 111-116 (OT) | DeMarre Carroll (22)         | Jarrett Allen (13)            | D'Angelo Russell (11)  | Golden 1 Center         | 20 - 43 |
| 64    | 4 mars     | @ L.A. Clippers | D 120-123      | Caris LeVert (27)            | Rondae Hollis-Jefferson (8)   | Spencer Dinwiddie (10) | Staples Center          | 20 - 44 |
| 65    | 6 mars     | @ Golden State  | D 101-114      | D'Angelo Russell (20)        | DeMarre Carroll (7)           | D'Angelo Russell (8)   | Oracle Arena            | 20 - 45 |
| 66    | 8 mars     | @ Charlotte     | V 125-111      | Allen Crabbe (29)            | Rondae Hollis-Jefferson (12)  | Spencer Dinwiddie (10) | Spectrum Center         | 21 - 45 |
| 67    | 11 mars    | Philadelphie    | D 97-120       | D'Angelo Russell (26)        | Quatre joueurs (6)            | Spencer Dinwiddie (6)  | Barclays Center         | 21 - 46 |
| 68    | 13 mars    | Toronto         | D 102-116      | D'Angelo Russell (32)        | Russell, Hollis-Jefferson (7) | Caris LeVert (7)       | Barclays Center         | 21 - 47 |
| 69    | 16 mars    | @ Philadelphie  | D 116-120      | Rondae Hollis-Jefferson (21) | DeMarre Carroll (11)          | Joe Harris (6)         | Wells Fargo Center      | 21 - 48 |
| 70    | 17 mars    | Dallas          | V 114-106      | Rondae Hollis-Jefferson (23) | DeMarre Carroll (12)          | D'Angelo Russell (6)   | Barclays Center         | 22 - 48 |
| 71    | 19 mars    | Memphis         | V 118-115      | Crabbe, LeVert (22)          | Rondae Hollis-Jefferson (12)  | D'Angelo Russell (7)   | Barclays Center         | 23 - 48 |
| 72    | 21 mars    | Charlotte       | D 105-111      | D'Angelo Russell (19)        | Jarrett Allen (9)             | D'Angelo Russell (5)   | Barclays Center         | 23 - 49 |
| 73    | 23 mars    | @ Toronto       | D 112-116      | D'Angelo Russell (18)        | D'Angelo Russell (11)         | D'Angelo Russell (13)  | Centre Air Canada       | 23 - 50 |
| 74    | 25 mars    | Cleveland       | D 114-121      | Joe Harris (30)              | Harris, Hollis-Jefferson (7)  | Caris LeVert (7)       | Barclays Center         | 23 - 51 |
| 75    | 28 mars    | @ Orlando       | V 111-104      | LeVert, Russell (16)         | DeMarre Carroll (12)          | D'Angelo Russell (12)  | Amway Center            | 24 - 51 |
| 76    | 31 mars    | @ Miami         | V 110-109 (OT) | Rondae Hollis-Jefferson (20) | Rondae Hollis-Jefferson (14)  | Spencer Dinwiddie (12) | American Airlines Arena | 25 - 51 |

| Match | Date match | Équipe         | Score     | Meilleur marqueur      | Meilleur rebondeur            | Meilleur passeur      | Lieux                     | Série   |
| ----- | ---------- | -------------- | --------- | ---------------------- | ----------------------------- | --------------------- | ------------------------- | ------- |
| 77    | 1er avril  | Détroit        | D 96-108  | Joe Harris (15)        | Rondae Hollis-Jefferson (8)   | LeVert, Russell (7)   | Barclays Center           | 25 - 52 |
| 78    | 3 avril    | @ Philadelphie | D 95-121  | Spencer Dinwiddie (16) | Dinwiddie, Russell (6)        | Spencer Dinwiddie (6) | Wells Fargo Center        | 25 - 53 |
| 79    | 5 avril    | @ Milwaukee    | V 119-111 | Allen Crabbe (25)      | Rondae Hollis-Jefferson (11)  | Dinwiddie, Harris (6) | BMO Harris Bradley Center | 26 - 53 |
| 80    | 7 avril    | @ Chicago      | V 124-96  | Quincy Acy (21)        | Dante Cunningham (12)         | Spencer Dinwiddie (9) | United Center             | 27 - 53 |
| 81    | 9 avril    | Chicago        | V 114-105 | Allen Crabbe (41)      | Hollis-Jefferson, Russell (6) | D'Angelo Russell (11) | Barclays Center           | 28 - 53 |
| 82    | 11 avril   | @ Boston       | D 97-110  | Nik Stauskas (18)      | Allen, Crabbe (7)             | Caris LeVert (6)      | TD Garden                 | 28 - 54 |

### Confrontations en saison régulière
| Conférence Est      | Conférence Est                               | Conférence Est                               | Conférence Est                               | Conférence Est                               | Conférence Ouest                             | Conférence Ouest                             | Conférence Ouest                             |
| Division Atlantique | Division Atlantique                          | Division Atlantique                          | Division Atlantique                          | Division Atlantique                          | Division Nord-Ouest                          | Division Nord-Ouest                          | Division Nord-Ouest                          |
| Équipe              | Domicile                                     | Domicile                                     | Extérieur                                    | Extérieur                                    | Équipe                                       | Domicile                                     | Extérieur                                    |
| ------------------- | -------------------------------------------- | -------------------------------------------- | -------------------------------------------- | -------------------------------------------- | -------------------------------------------- | -------------------------------------------- | -------------------------------------------- |
| Boston              | 102-109                                      | 85-87                                        | 105-108                                      | 97-110                                       | Denver                                       | 111-124                                      | 104-112                                      |
|                     |                                              |                                              |                                              |                                              | Minnesota                                    | 98-97                                        | 97-111                                       |
| New York            | 104-111                                      | 104-119                                      | 86-107                                       | 95-111                                       | Oklahoma City                                | 100-95                                       | 108-109                                      |
| Philadelphie        | 116-108                                      | 97-120                                       | 116-120                                      | 95-121                                       | Portland                                     | 125-127                                      | 101-97                                       |
| Toronto             | 113-114 (OT)                                 | 102-116                                      | 87-120                                       | 112-116                                      | Utah                                         | 118-107                                      | 106-114                                      |
|                     | 1–7                                          | 1–7                                          | 0–8                                          | 0–8                                          |                                              | 3–2                                          | 1–4                                          |
| Division            | 1–15                                         | 1–15                                         | 1–15                                         | 1–15                                         | Division                                     | 4–6                                          | 4–6                                          |
| Division Centrale   | Division Centrale                            | Division Centrale                            | Division Centrale                            | Division Centrale                            | Division Pacifique                           | Division Pacifique                           | Division Pacifique                           |
| Équipe              | Domicile                                     | Domicile                                     | Extérieur                                    | Extérieur                                    | Équipe                                       | Domicile                                     | Extérieur                                    |
| Chicago             | 104-87                                       | 114-105                                      | 124-96                                       |                                              | Golden State                                 | 111-118                                      | 101-114                                      |
| Cleveland           | 112-107                                      | 114-121                                      | 109-119                                      | 123-129                                      | L.A. Clippers                                | 101-114                                      | 120-123                                      |
| Detroit             | 80-114                                       | 96-108                                       | 101-100                                      | 106-115                                      | L.A. Lakers                                  | 99-102                                       | 112-124                                      |
| Indiana             | 97-109                                       | 103-108                                      | 131-140                                      | 119-123 (OT)                                 | Phoenix                                      | 114-122                                      | 98-92                                        |
| Milwaukee           | 94-109                                       |                                              | 91-116                                       | 119-111                                      | Sacramento                                   | 99-104                                       | 111-116 (OT)                                 |
|                     | 3–6                                          | 3–6                                          | 3–6                                          | 3–6                                          |                                              | 0–5                                          | 1–4                                          |
| Division            | 6–12                                         | 6–12                                         | 6–12                                         | 6–12                                         | Division                                     | 1–9                                          | 1–9                                          |
| Division Sud-Est    | Division Sud-Est                             | Division Sud-Est                             | Division Sud-Est                             | Division Sud-Est                             | Division Sud-Ouest                           | Division Sud-Ouest                           | Division Sud-Ouest                           |
| Équipe              | Domicile                                     | Domicile                                     | Extérieur                                    | Extérieur                                    | Équipe                                       | Domicile                                     | Extérieur                                    |
| Atlanta             | 116-104                                      | 102-114                                      | 110-90                                       | 110-105                                      | Dallas                                       | 114-106                                      | 109-104                                      |
| Charlotte           | 105-111                                      |                                              | 96-111                                       | 125-111                                      | Houston                                      | 113-123                                      | 103-117                                      |
| Miami               | 89-101                                       | 101-95                                       | 111-87                                       | 110-109                                      | Memphis                                      | 118-115                                      | 98-88                                        |
| Orlando             | 126-121                                      | 98-95                                        | 121-125                                      | 111-104                                      | Nouvelle-Orléans                             | 128-138 (2OT)                                | 113-128                                      |
| Washington          | 103-98                                       | 119-84                                       | 113-119 (OT)                                 |                                              | San Antonio                                  | 95-100                                       | 97-109                                       |
|                     | 6–3                                          | 6–3                                          | 6–3                                          | 6–3                                          |                                              | 2–3                                          | 2–3                                          |
| Division            | 12–6                                         | 12–6                                         | 12–6                                         | 12–6                                         | Division                                     | 4–6                                          | 4–6                                          |
| Conférence          | 19–33 (Domicile : 10–16 ; Extérieur : 9–17)  | 19–33 (Domicile : 10–16 ; Extérieur : 9–17)  | 19–33 (Domicile : 10–16 ; Extérieur : 9–17)  | 19–33 (Domicile : 10–16 ; Extérieur : 9–17)  | Conférence                                   | 9–21 (Domicile : 5–10 ; Extérieur : 4–11)    | 9–21 (Domicile : 5–10 ; Extérieur : 4–11)    |
| Total               | 28–54 (Domicile : 15–25 ; Extérieur : 13–29) | 28–54 (Domicile : 15–25 ; Extérieur : 13–29) | 28–54 (Domicile : 15–25 ; Extérieur : 13–29) | 28–54 (Domicile : 15–25 ; Extérieur : 13–29) | 28–54 (Domicile : 15–25 ; Extérieur : 13–29) | 28–54 (Domicile : 15–25 ; Extérieur : 13–29) | 28–54 (Domicile : 15–25 ; Extérieur : 13–29) |

## Effectif
| 1. Nets de Brooklyn Effectif en fin de saison régulière |    |                        |                         |             |
| Entraîneur : Kenny Atkinson                             |    |                        |                         |             |
| Ailier fort                                             | 13 | Drapeau des États-Unis | Quincy Acy              | Baylor      |
| Pivot                                                   | 31 | Drapeau des États-Unis | Jarrett Allen           | Texas       |
| Ailier, Ailier fort                                     | 9  | Drapeau des États-Unis | DeMarre Carroll         | Missouri    |
| Ailier, Arrière                                         | 33 | Drapeau des États-Unis | Allen Crabbe            | Californie  |
| Ailier fort                                             | 44 | Drapeau des États-Unis | Dante Cunningham        | Villanova   |
| Meneur                                                  | 8  | Drapeau des États-Unis | Spencer Dinwiddie       | Colorado    |
| Arrière                                                 | 14 | Drapeau des États-Unis | Milton Doyle (TW)       | Loyola      |
| Arrière                                                 | 12 | Drapeau des États-Unis | Joe Harris              | Virginie    |
| Ailier                                                  | 24 | Drapeau des États-Unis | Rondae Hollis-Jefferson | Arizona     |
| Arrière                                                 | 22 | Drapeau des États-Unis | Caris LeVert            | Michigan    |
| Meneur                                                  | 7  | Drapeau des États-Unis | Jeremy Lin              | Harvard     |
| Pivot                                                   | 20 | Drapeau de la Russie   | Timofeï Mozgov          | Russie      |
| Pivot                                                   | 4  | Drapeau des États-Unis | Jahlil Okafor           | Duke        |
| Meneur                                                  | 1  | Drapeau des États-Unis | D'Angelo Russell        | Ohio State  |
| Arrière                                                 | 2  | Drapeau du Canada      | Nik Stauskas            | Michigan    |
| Ailier, Ailier fort                                     | 0  | Drapeau des États-Unis | James Webb III (TW)     | Boise State |
| Arrière, Meneur                                         | 15 | Drapeau des États-Unis | Isaiah Whitehead        | Seton Hall  |
| (C) - Capitaine, (TW) - Two-way contract, - Blessé      |    |                        |                         |             |

## Transactions

### Échanges
| 20 juin 2017    | A Nets de BrooklynD'Angelo Russell Timofeï Mozgov                                      | A Lakers de Los AngelesBrook Lopez Droits sur le 27e choix de la Draft 2017 : Kyle Kuzma |
| 13 juillet 2017 | A Nets de BrooklynDeMarre Carroll Premier tour de draft 2018 Second tour de draft 2018 | A Raptors de TorontoJustin Hamilton                                                      |
| 25 juillet 2017 | A Nets de BrooklynAllen Crabbe                                                         | A Trail Blazers de PortlandAndrew Nicholson                                              |
| 7 décembre 2017 | A Nets de BrooklynJahlil Okafor Nik Stauskas Second tour de draft 2019                 | A 76ers de PhiladelphieTrevor Booker                                                     |
| 5 février 2018  | A Nets de BrooklynRashad Vaughn Second tour de draft 2018 (Protégé)                    | A Bucks de MilwaukeeTyler Zeller                                                         |
| 8 février 2018  | A Nets de BrooklynDante Cunningham                                                     | A Pelicans de La Nouvelle-OrléansRashad Vaughn                                           |

### Options dans les contrats
| Date       | Joueur                  | Option                                                                        |
| ---------- | ----------------------- | ----------------------------------------------------------------------------- |
| 12/10/2017 | Rondae Hollis-Jefferson | Brooklyn exerce son option d'équipe de 2 470 000 $ pour la saison 2018-2019.  |
| 12/10/2017 | Caris LeVert            | Brooklyn exerce son option d'équipe de 1 700 000 $ pour la saison 2018-2019.  |
| 12/10/2017 | D'Angelo Russell        | Brooklyn exerce son option d'équipe de 7 020 000 $ pour la saison 2018-2019.  |
| 08/02/2018 | Jeremy Lin              | Jeremy Lin exerce son option joueur de 12 516 746 $ pour la saison 2018-2019. |

### Arrivés
| Date       | Joueur        | Contrat                          | Provenance                |
| ---------- | ------------- | -------------------------------- | ------------------------- |
| 20/07/2017 | Jarrett Allen | Contrat de 3 750 000 $ sur 2 ans | Longhorns du Texas (NCAA) |
| 12/09/2017 | Tyler Zeller  | Contrat de 3 640 000 $ sur 2 ans | Celtics de Boston         |

#### Two-way contract
| Date       | Joueur                | Provenance                         |
| ---------- | --------------------- | ---------------------------------- |
| 21/07/2017 | Billy Yakuba Ouattara | AS Monaco                          |
| 14/08/2017 | Jacob Wiley           | Eagles d'Eastern Washington (NCAA) |
| 18/12/2017 | Milton Doyle          | Nets de Long Island (G League)     |
| 15/01/2018 | James Webb III        | 87ers du Delaware (G League)       |

### Départs
| Date       | Joueur                | Raison départ | Nouvelle équipe ¹         |
| ---------- | --------------------- | ------------- | ------------------------- |
| 01/07/2017 | Randy Foye            | Agent libre   |                           |
| 01/07/2017 | K. J. McDaniels       | Agent libre   | Raptors de Toronto        |
| 28/07/2017 | Archie Goodwin        | Coupé         | Trail Blazers de Portland |
| 07/12/2017 | Sean Kilpatrick       | Coupé         | Bucks de Milwaukee        |
| 17/12/2017 | Billy Yakuba Ouattara | Coupé         | AS Monaco                 |
| 15/01/2018 | Jacob Wiley           | Coupé         | MHP Riesen Ludwigsbourg   |

¹ Il s'agit de l’équipe pour laquelle le joueur a signé après son départ, il a pu entre-temps changer d'équipe ou encore de pays.

#### Non retenu après les camps entraînements
| Date       | Joueur         | Nouvelle équipe                |
| ---------- | -------------- | ------------------------------ |
| 11/10/2017 | Milton Doyle   | Nets de Long Island (G League) |
| 11/10/2017 | Jeremy Senglin | Nets de Long Island (G League) |
| 12/10/2017 | Akil Mitchell  | Nets de Long Island (G League) |
| 13/10/2017 | Tahjere McCall | Nets de Long Island (G League) |
| 13/10/2017 | Kamari Murphy  | Nets de Long Island (G League) |

### Joueurs "agents libres" à la fin de la saison
| Joueur           | Fin de saison         |
| ---------------- | --------------------- |
| Quincy Acy       | Agent libre           |
| Dante Cunningham | Agent libre           |
| Joe Harris       | Agent libre           |
| Jahlil Okafor    | Agent libre           |
| Nik Stauskas     | Agent libre restreint |